# Simyra confusa
Simyra confusa là một loài bướm đêm trong họ Noctuidae.